# Huize Liesbosch
Huize Liesbosch is de naam van een voormalig klooster, dat gelegen is in de buurtschap Lies, nabij het Liesbos, aan de Liesboslaan 315.

## Geschiedenis

### Hotel
Oorspronkelijk stond hier een herenhuis, met de weidse naam: Kasteel "Huize ten Bosch". Reeds in 1830 moet het zijn bewoond door een oud-militair. In 1879 werd het gekocht door de exploitant van de suikerfabriek op Zwartenberg te Leur. Deze richtte het in als familiehotel met de naam Huis ten Bosch.
Het hotel was goed bereikbaar, dankzij de passerende stoomtram en de stopplaats Liesbosch. Daarnaast passeerden legio paardentrammen het hotel. Men kon ook met eigen vervoermiddel komen, en daartoe was een koetshuis ingericht. Het was er aangenaam vertoeven, want van hier keert men niet afgemat door het reizen naar verder gelegen hotels of het buitenland, doch geheel verfrist en versterkt huiswaarts en bewaart men een plezierig aandenken aan een genotvol verblijf, zo werd het aangeprezen. Vakantie in eigen land, dus. Het hotel had een tuin van 3 ha met beroemde goudvisvijvers en voorts was daar de residentie der hoenders, die, in ruil voor goed voeder, hun eieren ten dienste stellen van het hotel.

### Benedictinessen
Niettemin verdween het hotel in 1904. Het gebouw werd gekocht door de Sint-Martinusparochie van Princenhage en ter beschikking gesteld van de Benedictinessen van het Heilige Sacrament die vanwege de seculariseringspolitiek vanuit Rouaan naar Nederland waren gekomen. Zij bouwden een vleugel aan het bestaande gebouw, waar later de kapel in zou komen. Deze vleugel vertoonde gelijkenis met die van het klooster te Rouaan. Het bleek echter dat deze zusters in Frankrijk enige bescherming genoten: Slechts weinigen kwamen naar Nederland. In 1910 vond er een inbraak plaats en werden ook deze zusters teruggeroepen naar Frankrijk, waarop het klooster leeg kwam te staan. Later hebben een aantal van deze zusters zich echter in Breda gevestigd, aan de huidige Generaal Maczekstraat.

### Priestercongregatie
In 1912 kwam de Priestercongregatie van het Heilig Hart van Jezus. Deze uit Frankrijk afkomstige congregatie groeide snel, ook in Nederland. Deze congregatie kon het gebouw van de zusters huren om er een opleidingsinstituut voor priesters (scholasticaat) in te beginnen. Dit kreeg de naam: Grootseminarie Liesbosch. In 1920 kreeg de congregatie het in eigendom. In 1921 werd het complex verbouwd en uitgebreid door Hubert van Groenendael. Van 1933-1936 volgde opnieuw een uitbreiding, waarbij ook de resten van het oude hotel gesloopt werden. Bij het ontwerp met nog met verdere toekomstige uitbreiding rekening gehouden.
Tijdens de Tweede Wereldoorlog werd het gebouw gevorderd door de bezetter. De paters en leerlingen moesten uitwijken naar Oosterhout. Ook na de bevrijding in 1944 huisden er nog een tijdje -nu geallieerde- militairen. Toen de geestelijken eindelijk terug konden komen, moesten heel wat herstelwerkzaamheden plaatsvinden. Begin jaren 60 van de 20e eeuw werden er nog tal van verbouwingen doorgevoerd, onder andere in de kapel. Niet veel later echter, begon de neergang. Uiteindelijk werd het Grootseminarie afgestoten. Veel studenten, en ook docenten, gingen hierop aan het Tilburgse Gemeenschappelijk Instituut voor Theologie studeren of werken.

### Rusthuis
In 1971 werd het complex gekocht door de Kleine Zusters van de Heilige Joseph. Het werd door hen als rust- en verzorgingshuis gebruikt, onder de naam: Huize Liesbosch. In 2010 woonden er nog 25 zusters en was er sprake van plannen om in en nabij het complex ook appartementen voor reguliere verzorging te bouwen.

## Externe bron
- Geschiedenis van het Grootseminarie
- Geschiedenis van het klooster